# Санкт-Петербургский академический театр имени Ленсовета
Санкт-Петербургский академический театр имени Ленсовета — драматический театр; создан в Ленинграде в 1933 году под названием «Новый театр», в 1953 переименован в Ленинградский театр имени Ленсовета.
Занимает бывший особняк князя Голицына на Владимирском проспекте, 12 (архитектор Андрей Михайлов).

## История

### Новый театр (1933—1953)
Основан в 1933 году группой артистов (в их числе Ксения Куракина, Роман Рубинштейн, Михаил Розанов, Александр Жуков, Вера Кузнецова) во главе с режиссёром Исааком Кроллем, учеником Всеволода Мейерхольда. Открылся 19 ноября 1933 года в доме бывшей Голландской церкви на Невском проспекте, 20 спектаклем «Бешеные деньги» по пьесе А. Н. Островского, поставленным Кроллем, и получил название «Новый театр». В первых спектаклях театра были заняты также В. В. Максимов, Е. А. Мосолова, В. А. Будрейко.
До 1937 года театр возглавлял Кролль. В 1936 году пожар уничтожил помещение театра; городские власти предоставили коллективу новую сценическую площадку и с этого времени Новый театр работал в специально реконструированном театральном здании А. И. Павловой на Троицкой улице, 13.
С 1936 года в стране развернулась борьба с формализмом и «мейерхольдовщиной», и в 1937 году Кролль был уволен. Театр возглавил актёр, режиссёр и педагог Борис Сушкевич. Ученик К. С. Станиславского и Л. А. Сулержицкого, Сушкевич прививал труппе Нового театра мхатовские традиции. Наиболее значительные постановки предвоенных лет — «Беспокойная старость» Л. Рахманова (1937), «Скупой» Ж. Б. Мольера (1938), «Перед заходом солнца» Г. Гауптмана (1940), в котором Сушкевич сыграл роль Маттиаса Клаузена, а также поставленный Надеждой Бромлей спектакль «Мария Стюарт» по трагедии Ф. Шиллера (1938).
В октябре 1940 года Новый театр был отправлен на длительные гастроли по Дальнему Востоку, где его и застала Великая Отечественная война. Вплоть до окончания Великой Отечественной войны театр работал на Дальнем Востоке, в Сибири и на Урале; в этот период в его репертуаре были «Фронт» А. Корнейчука, «Русские люди» и «Так и будет» К. Симонова, «Фельдмаршал Кутузов» В. Соловьёва; лишь в сентябре 1945 года Новый театр возобновил свою работу в Ленинграде. Поскольку прежнее его здание пострадало от бомбёжек, коллективу было предоставлено новое помещение на Владимирском проспекте, 12, в котором театр работает и по сей день.
Борис Сушкевич привёл в театр новое поколение учеников, выпускников Ленинградского театрального института, в том числе Галину Короткевич. Но здоровье художественного руководителя было подорвано скитаниями военных лет; 10 июля 1946 года Сушкевича не стало, и для театра наступили тяжёлые времена. В 1947 году главным режиссёром был назначен Б. В. Зон, но задержался ненадолго: уже в 1949 году его сменил С. А. Морщихин, покинувший театр в 1951.
Из кризиса коллектив вывел Николай Акимов, назначенный главным режиссёром Нового театра в 1951 году. Его блестящие сатирические спектакли «Тени» М. Е. Салтыкова-Щедрина (1953) и «Дело» А. В. Сухово-Кобылина (1955) стали событиями театральной жизни и этапными в истории самого театра.

### Театр имени Ленсовета
В 1953 году, накануне 20-летия со дня основания, театру было присвоено новое имя — Ленинградский театр имени Ленсовета.
В 1956 году Николай Акимов вернулся в Театр Комедии, а Театр им. Ленсовета вновь погрузился в кризис; главные режиссёры не работали больше двух сезонов: 1956—1958 годах этот пост занимал П. К. Вейсбрём, в 1958—1959 — Е. Ефремов, в 1959—1960 — Т. А. Кондрашёв. Наконец в ноябре 1960 года главным режиссёром был назначен Игорь Владимиров.
В тот период ведущим актёром театра был актёр Георгий Жжёнов, снявшийся в фильмах «Чапаев», «Берегись автомобиля» и многих других, но отношения между более опытным и старшим по возрасту Жжёновым и Владимировым не сложились и в 1968 году Жжёнов был вынужден покинуть театр, а вскоре покинул театр и второй ведущий актёр — Алексей Петренко.
Основную ставку Владимиров сделал на молодых актёров: Д. Баркова, Л. Дьячкова, Н. Пенькова, Анатолия Равиковича, В. Харитонова. Одной из самых главных удач стал приход в труппу театра Алисы Фрейндлих, чьё имя на долгие годы стало неразрывно связанным с театром и наиболее весомыми работами режиссёра Владимирова.
Весь период работы в театре им. Ленсовета Игорь Владимиров уделял очень много внимания формированию труппы. Режиссёр приглашал в свой театр талантливых актёров, замеченных им на других сценах, таких как Леонид Дьячков, Алексей Петренко, Ефим Каменецкий, Галина Никулина, Елена Соловей, Пётр Шелохонов.
Театральной легендой стал спектакль «Новая Мистерия-Буфф» Петра Фоменко (1969), не допущенный до премьеры. Об этом спектакле Фоменко рассказывал: «…спектакль сдавали ещё четыре раза. Игорь Петрович Владимиров похудел в эти дни, побледнел, потому что это всё ему, конечно, было тяжело… Потом пришёл Н. П. Акимов как главный эксперт… Он сказал: „Я не люблю Маяковского, но то, что я увидел, — это не Маяковский“. С последней шестой сдачи выгнали всех зрителей, проверяли, нет ли людей под креслами…»
В 1970-х в театр пришли М. Боярский, Сергей Мигицко, Лариса Луппиан, Олег Леваков, Ирина Мазуркевич, Е. Баранов, В. Матвеев, Т. Яковлева, А. Алексахина, Л. Леонова, Е. Маркина, Семён Стругачёв, А. Семёнов, Е. Филатов и многие другие. Фактически это несколько поколений актёров, пришедших из других театров страны, а также выращенных режиссёром Игорем Владимировым. Много лет Владимиров вёл актёрскую мастерскую в ЛГИТМиКе (ныне — СПГАТИ), и его ученики органично вливались в труппу.
В конце 1980-х — начале 1990-х Игорю Владимирову и его театру не удалось избежать творческого кризиса, характерного для некоторых ленинградских театров того времени. Труппу покинули многие актёры: Галина Никулина, Михаил Боярский, Анатолий Равикович, Ирина Мазуркевич, Ефим Каменецкий, Леонид Дьячков, Елена Соловей, Пётр Шелохонов. Огромной потерей для театра стал уход Алисы Фрейндлих.
С 1996 — директор, одновременно с 1999—2006 год — художественный руководитель театра — заслуженный деятель искусств РФ Владислав Пази.
С 2011 по 2018 — главный режиссёр, одновременно с 2017 по 2018 — художественный руководитель Юрий Бутусов.
С 21 мая 2019 года художественный руководитель — Лариса Луппиан.

## Основные постановки

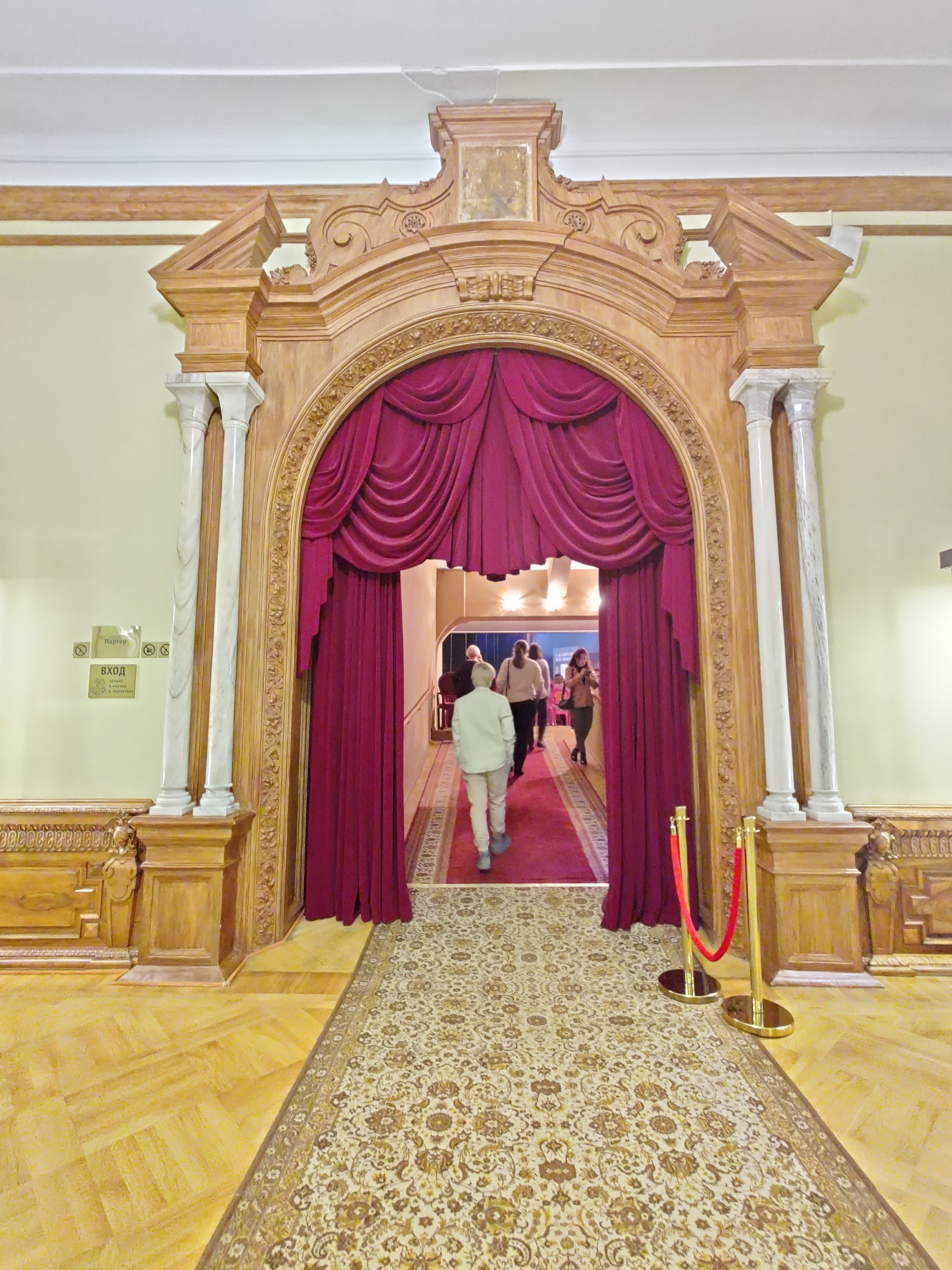
Вход в партер зрительного зала

- 1937 «Беспокойная старость» Л. Рахманова
- 1938 «Скупой» Ж.-Б. Мольера
- 1940 «Перед заходом солнца» Г. Гауптмана (1940), в главных ролях — Б. Сушкевич и Вера Кузнецова
- 1946 «Нора» Г. Ибсена, в главной роли — Галина Короткевич
- 1951 «Весна в Москве» В. Гусева, в главной роли — Галина Короткевич
- 1963 «Таня». Режиссёр Игорь Владимиров
- 1966 «Трёхгрошовая опера». Режиссёр Игорь Владимиров
- 1967 «Варшавская мелодия». Режиссёр Игорь Владимиров
- 1969 «Дульсинея Тобосская» А. М. Володина, в главной роли — Алиса Фрейндлих
- 1970 «Укрощение строптивой» У. Шекспира. Режиссёр Игорь Владимиров, в главной роли — Алиса Фрейндлих
- 1972 «Двери хлопают». Режиссёр Игорь Владимиров
- 1973 «Дульсинея Тобосская». Режиссёр Игорь Владимиров
- 1974 «Люди и страсти». Режиссёр Игорь Владимиров
- 1975 «Трубадур и его друзья» («Бременские музыканты») В. Б. Ливанова и Ю. С. Энтина, в главной роли — Михаил Боярский
- 1976 «Интервью в Буэнос-Айресе» Г. А. Боровика. Режиссёр Игорь Владимиров, в главных ролях — Игорь Владимиров, Алиса Фрейндлих и Михаил Боярский
- 1977 «Пятый десяток» Александра Белинского. Режиссёр Игорь Владимиров, в главных ролях — Алиса Фрейндлих и Леонид Дьячков
- 1978 «Вишнёвый сад». Режиссёр Игорь Владимиров
- 1983 «Прошлым летом в Чулимске» Александра Вампилова, в главной роли — Лариса Луппиан
- 1985 «Круглый стол под абажуром» В. Арро, в главной роли — Игорь Владимиров.
- 1986 «Рояль в открытом море» по роману Л. С. Соболева «Капитальный ремонт»), в главной роли — Михаил Боярский
- 1987 «Спешите делать добро» М. М. Рощина, в главной роли — Михаил Боярский
- 1989 «Фотофиниш» Питера Устинова, в главных ролях — Пётр Шелохонов и Елена Соловей
- 1991 «Убийство Гонзаго» Недялко Йорданова[англ.], в главных ролях — Семён Стругачёв и Пётр Шелохонов
- 1996 «Калигула» А. Камю. Режиссёр Юрий Бутусов. В главных ролях — Константин Хабенский и Михаил Пореченков
- 1997 «В ожидании Годо» С. Беккета. Режиссёр Юрий Бутусов. В главных ролях — Константин Хабенский и Михаил Пореченков
- 1998 «Король, дама, валет» В. Набокова, в главных ролях — Михаил Пореченков и Елена Комиссаренко
- 2000 «Оскар и Розовая Дама» Э. Шмитта. Режиссёр В. Пази, в главной роли — Алиса Фрейндлих
- 2002 «Фредерик, или бульвар преступлений». Режиссёр В. Пази
- 2003 «Владимирская площадь». Режиссёр В. Пази
- 2009 «Смешанные чувства» Р. Баэра, в главных ролях — Михаил Боярский и Лариса Луппиан
- 2012 «Макбет. Кино.» Режиссёр Юрий Бутусов
- 2014 «Три сестры». Режиссёр Юрий Бутусов
- 2014 «Кабаре Брехт». Режиссёр Юрий Бутусов
- 2015 «Город. Женитьба. Гоголь.» Режиссёр Юрий Бутусов
- 2017 «Дядя Ваня». Режиссёр Юрий Бутусов
- 2017 «Гамлет». Режиссёр Юрий Бутусов

## Награды
- Орден Трудового Красного Знамени (1983).
- Почётный диплом Законодательного Собрания Санкт-Петербурга (23 октября 2013) — за значительный вклад в культурное развитие Санкт-Петербурга, а также в связи с 80-летием со дня основания[7].